# Fanum Cocidi
Fanum Cocidi, anche noto col nome moderno di Forte romano di Bewcastle (inglese: Bewcastle Roman Fort), era un castrum romano costruito 11 chilometri a nord del castrum di Banna, sul Vallo di Adriano, col quale era collegato da una strada e da due torrette di segnalazione. La funzione del castrum era quella di permettere l'avvistamento delle incursioni dei predoni provenienti da nord e la raccolta di informazioni nel territorio al di là del Vallo. I suoi resti si trovano nei pressi del villaggio di Bewcastle, in Cumbria.
Il nome «Fanum Cocidi», registrato dalla Cosmografia ravennate, significa «Santuario di Cocidio», e fa riferimento al culto del dio nord-britannico Cocidio; il forte è stato identificato con quello di Fanum Cocidi sulla base del ritrovamento di nove altari, di cui sei dedicati proprio a Cocidio.

## Struttura del forte
Il castrum era alquanto inusuale, in quanto aveva una pianta ad esagono irregolare invece che oblunga; occupava interamente un piccolo altipiano, per una superficie totale di 2,4 ettari. Nelle mura si aprivano quattro porte, a nord, est, sud e ovest, con quest'ultima quella principale. Il praetorium (acquartieramento del comandante del campo) era al centro dell'esagono, mentre i praetoria (quartier generale) erano subito a nord. Delle terme in stile adrianico erano situate nella sezione sud-orientale del forte.
Si ritiene che il forte sia stato costruito all'incirca all'epoca del Vallo di Adriano, e che fosse originariamente costruito con difese in terra e costruzioni in legno, ma con porte e quartier generale in pietra. Durante il periodo antoniniano il terrapieno fu rivestito in pietra e, in epoca successiva, ricostruito completamente in questo materiale. Delle iscrizioni ritrovate sul sito indicano che all'edificazione del campo collaborarono vexillationes (distaccamenti) di almeno tre legioni: la Legio II Augusta (di stanza a Isca Silurum, moderna Caerleon in Galles), la Legio VI Victrix (di stanza a Eburacum, moderna York) e la Legio XX Valeria Victrix (di stanza a Castra Devana, moderna Chester).
Il forte era collegato a quello di Banna sul Vallo tramite una strada romana, nota col nome moderno di «Maiden Way»; due torrette sono state scoperte lungo il percorso che collegava i due forti (a Barron's Pike e a Robin Hood's Butts), e si ritiene che servissero a rilanciare segnali ottici tra Bewcastle e Birdoswald.
Fanum Cocidi fu distrutto nel 343, quando il Vallo di Adriano fu travolto; successivamente ricostruito, fu definitivamente distrutto e abbandonato a seguito dell'invasione del 367.

## Guarnigione
Nel II secolo la guarnigione del forte fu la cohors I Dacorum, una cohors milliaria peditata (unità ausiliaria di fanteria forte di mille uomini), nel secolo successivo probabilmente la cohors I Nervana Germanorum, una cohors milliaria equitata, cioè parzialmente montata.